# Келли, Иэн
Иэн Келли (англ. Ian Kelly; род. 16 января 1966, Кембридж, Кембриджшир, Англия) — британский актёр и исторический биограф. Снялся в фильмах «Гарри Поттер и Дары Смерти. Часть 1», «В любви и войне», «Война» и в сериалах «Аббатство Даунтон» и «Адмиралъ».

## Биография
Иэн Келли родился в Кембридже, Англия, в 1966 году, и был вторым сыном профессора Дональда Келли и Патрисии Энн Келли. Рос в Филадельфии, Бристоле и Уиррале. Учился в Кембриджском университете (Тринити-колледж) и киношколе Калифорнийского университета в Лос-Анджелесе.
Келли играл отца Гермионы Грейнджер в фильме «Гарри Поттер и Дары Смерти. Часть 1». Также он играл в The Pitmen Painters в Королевском национальном театре на Бродвее и в Вест-Энде и в A Busy Day в лондонском Вест-Энде и в Нью-Йорке, а также в американской премьере Beau Brummell Рона Хатчинсона.
Келли был номинирован на премию Manchester Drama Awards за лучшую мужскую роль за свою работу в Arcadia Тома Стоппарда. Был номинирован на премию международного кинофестиваля в Монреале (лучшая мужская роль) за свою работу в фильме Алексея Балабанова «Война», снятом в Чечне и на Кавказе.
Келли опубликовал биографии французского шеф-повара Мари Антуана Карема, английского денди Джорджа Браммела, законодателя моды в эпоху Регентства, Джакомо Казановы, британского драматурга, актёра и театрального менеджера Сэмюэля Фута. BBC Television сняла драму Beau Brummell: This Charming Man, основанную на биографии, написанной Келли. Его биография Джорджа Браммела была номинирована на Marsh Biography Award, а биография Джакомо Казановы была признана Sunday Times лучшей биографией 2008—2009 годов. Биография Сэмюэля Фута в мае 2013 года была названа лучшей театральной книгой Обществом исследований театра.
Также писал для британских газет и «Нью-Йорк Таймс». Келли является пишущим редактором Food Arts Magazine. В октябре 2014 года вышла написанная им биография Вивьен Вествуд, соавтором которой стала сама дизайнер.
Снимался на телевидении. Среди ТВ-работ Келли теледрама Cold Lazarus Денниса Поттера, ситком Drop the Dead Donkey, криминальный сериал «Безмолвный свидетель», телесериал Just William, телеэкранизации романа Кэтрин Куксон «Мотылёк» (англ. The Moth), комедийной теледрамы Sensitive Skin и телекомедии Time Trumpet.
Среди киноработ Келли есть такие фильмы, как Closed, Creation, «Говардс-Энд», «В любви и войне» Ричарда Аттенборо и российский фильм «Адмиралъ».
В 2015 году Келли написал пьесу по своей книге о Сэмюэле Футе, сыграв в премьерном спектакле короля Георга III.

## Фильмография
- 1990—1998 — «Drop the Dead Donkey» — Bookstore Manager
- 1996—1998 — «Расследования Хэтти Уэйнтропп» (Hetty Wainthropp Investigates) — Reverend Peter Hodgkin
- 1996 — «Безмолвный свидетель» (Silent Witness) — Carl Greenwood
- 1996 — «Холодный Лазарь» (Cold Lazarus) — Bill
- 1996—1997 — «Опасные умы» (Dangerous Minds) — Willis
- 1996 — «В любви и войне» (In Love and War) — Jimmy McBride
- 2001—2008 — «Ричард и Джуди» (Richard & Judy) — играет самого себя
- 2002 — «Война» — Джон
- 2006 — «Этот красавчик Браммелл» (Beau Brummell: This Charming Man) — Lord Robert Manners (также автор сценария)
- 2006 — «Time Trumpet»
- 2009 — «Адмиралъ» (сериал) — генерал Нокс
- 2009 — «Происхождение» (Creation) — капитан Фицрой
- 2010 — «Гарри Поттер и Дары Смерти: Часть I» (Harry Potter and the Deathly Hallows: Part 1) — мистер Грейнджер, отец Гермионы Грейнджер
- 2010—2015 — «Аббатство Даунтон» (Downton Abbey) — доктор в глазной клинике